# Orobanche cathae
Orobanche cathae är en snyltrotsväxtart som beskrevs av Defl.. Orobanche cathae ingår i släktet snyltrötter, och familjen snyltrotsväxter. Inga underarter finns listade i Catalogue of Life.